# Marco Palmezzano

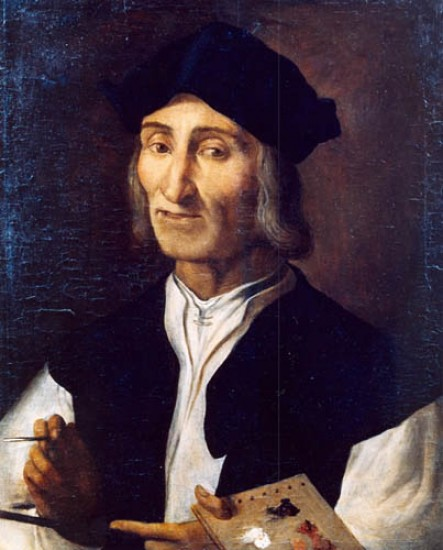
Marco Palmezzano (Selbstporträt)

Marco Palmezzano (* 1456 in Forlì; † 1539 ebenda) war ein italienischer Maler und Architekt in der Renaissance.

## Leben und Werk
Palmezzano übernahm den Stil seines Meisters Melozzo da Forli (1438–1494) und vervollständigte einige von dessen Fresken. Später stand er unter dem Einfluss verschiedener Maler, darunter auch dem von Andrea Mantegna (1431–1506). Er hinterließ eine große Anzahl von Bildern, die meisten mit religiösen Themen und einige Porträts.
- Hl. Sebastian, 1493 (Hamburg, Kunsthalle, Inv. Nr. HK-762)
- Hl. Sebastian, um 1515/20 (Esztergom, Keresztény Múzeum)
- Kreuzigung, um 1500/10 (Florenz, Uffizien)

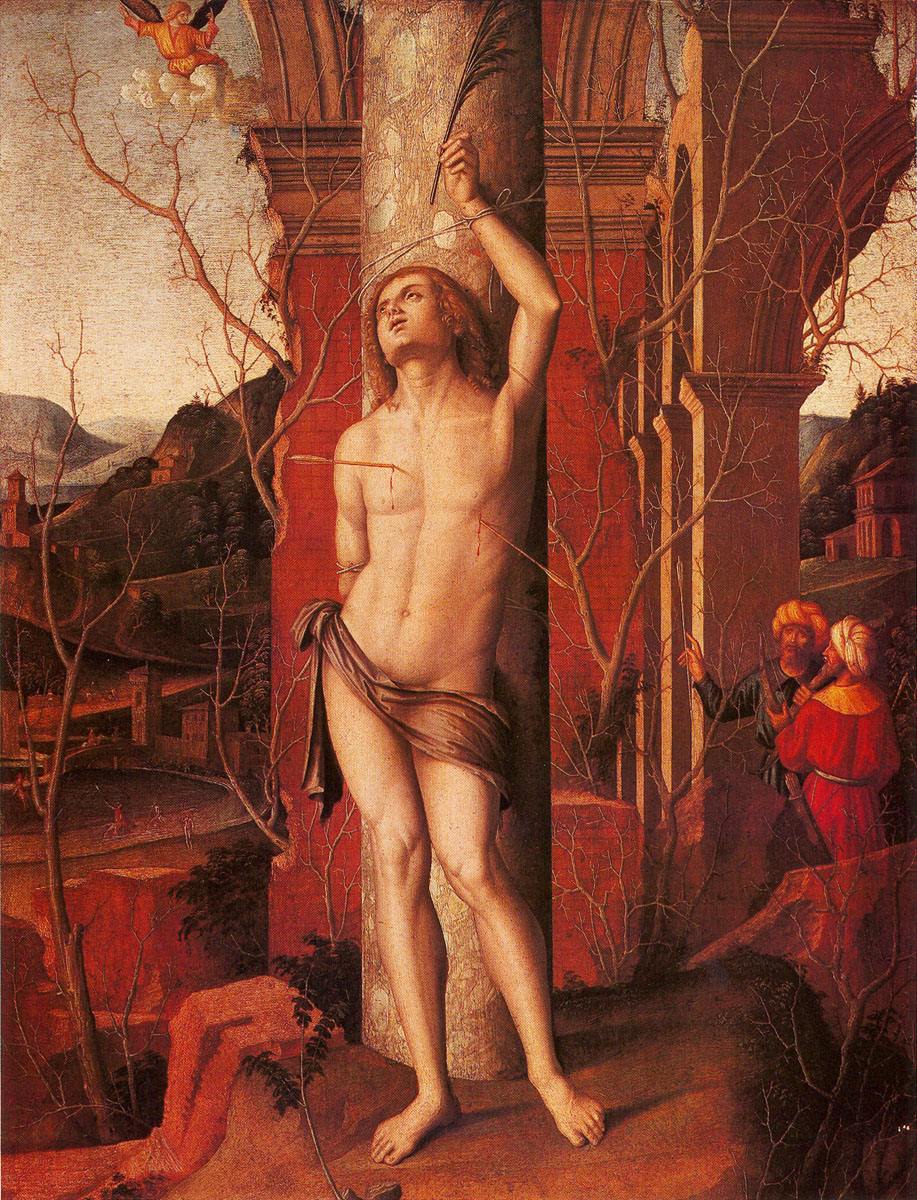
Heiliger Sebastian
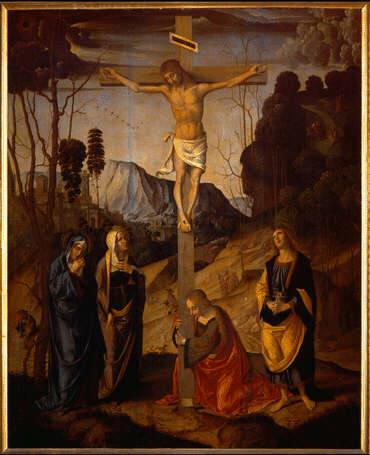
Kreuzigung, (Uffizien, Florenz)